# Yes, Dear
Yes, Dear es una serie de televisión EE. UU. que se emitió a partir del 2 de octubre de 2000 al 15 de febrero de 2006 en la CBS. Es protagonizada por Anthony Clark, Jean Louisa Kelly, Mike O'Malley, y Liza Snyder.
En Estados Unidos, las repeticiones de la serie se pueden ver en Nick at Nite, Nick Jr. (como parte del bloque de NickMom) y CMT. En Canadá, que se puede ver en Joytv.

## Argumento
Greg Warner, es un cinematógrafo ejecutivo y Kim Warner es una madre y ama de casa de Sammy y, más tarde, Emily. La hermana de Kim, Christine Hughes, y el marido de Christine, Jimmy Hughes, junto con sus dos hijos, Dominic y Logan, viven en la casa de huéspedes de la familia Warner.
Gran parte del humor de la serie proviene del hecho de que los cuatro personajes adultos son los conductores en gran medida de las acciones de esta series. Greg es el típico "buen chico", constantemente dominado por su mujer muy nerviosa. Tanto contraste con los Hughes, decididamente de clase trabajadora y menos restringidos, con Jimmy que tiene la personalidad de un patán y Christine que sería algo más vulgar.

## Personajes
- Anthony Clark como Gregory Thomas "Greg" Warner.
- Jean Louisa Kelly como Kimberly "Kim" Warner (née Ludke).
- Mike O'Malley como James "Jimmy" Hughes Jr.
- Liza Snyder como Christine Hughes (née Ludke).

### Personajes secundarios
- Connor and Keenan Merkovic como Dominic Hughes (Episodios 1-2).
- Joel Homan como Dominic Hughes (Episodios 3-122).
- Blake, Easton and Hunter Draut como Logan Hughes (solo en el piloto).
- Christopher and Nicholas Berry como Logan Hughes (Episodios 2-47).
- Alexander and Shawn Shaprio como Logan Hughes (Episodios 50-57)
- Brendon Baerg como Logan Hughes (Episodios 58-122).
- Anthony and Michael Bain como Samuel "Sammy/Sam" Warner.
- Madison and Marissa Poer como Emily Warner.
- Tim Conway como Thomas "Tom" Warner.
- Vicki Lawrence como Natalie Warner.
- Jerry Van Dyke como James "Big Jimmy" Hughes Sr.
- Beth Grant como Katherine "Kitty" Hughes.
- Dan Hedaya como Donald "Don" Ludke.
- Alley Mills como Jennifer "Jenny" Ludke.
- Billy Gardell como William "Bill" Colivita.
- Phill Lewis como Roy Barr.
- Brian Doyle-Murray como Mr. George Savitsky

### Índices de audiencia
| Temporada | Episodios | Comienzo de temporada    | Final de temporada    | Año       | Ranking | Audiencia (en millones) |
| --------- | --------- | ------------------------ | --------------------- | --------- | ------- | ----------------------- |
| 1st       | 24        | 2 de octubre de 2000     | 14 de mayo de 2001    | 2000–2001 | #28     | 13.1                    |
| 2nd       | 24        | 24 de septiembre de 2001 | 13 de mayo de 2002    | 2001–2002 | #21     | 13.9                    |
| 3rd       | 24        | 23 de septiembre de 2002 | 19 de mayo de 2003    | 2002–2003 | #25     | 13.3                    |
| 4th       | 24        | 22 de septiembre de 2003 | 24 de mayo de 2004    | 2003–2004 | #40     | 10.7                    |
| 5th       | 11        | 16 de febrero de 2005    | 18 de mayo de 2005    | 2005      | #53     | 9.2                     |
| 6th       | 15        | 14 de septiembre de 2005 | 15 de febrero de 2006 | 2005–2006 | #85     | 7.8                     |

## Cambios
CBS anunció la cancelación de Yes, Dear a principios de 2004, pero más tarde se ordenó 13 episodios de media temporada. Después de cancelar Center of the Universe, CBS comenzó a transmitir el primer episodio de Yes, Dear el miércoles 16 de febrero de 2005, a las 9:30 p. m. (zona este). CBS ordenó una temporada más de 22 episodios de 2005 a 2006, pero fue luego reducida a 13 episodios.

## Transmisión
Durante el segundo semestre de 2004, las repeticiones al aire en el canal de cable TBS fueron a la 1:00 p. m., a partir de enero de 2005, TBS comenzó a transmitir el show a las 3:00 p. m.. El show se emitió correspondiente a la temporada en 2005-06, en el otoño de 2006, 20th Television, la filial de distribución de 20th Century Fox, se llevó el programa en forma de trueque de la sindicación y la sustituyó por Still Standing. A partir del 1 de mayo de 2012 Yes, Dear, comenzó a transmitirse a las 10:00 p. m.. de lunes a viernes por Nick at Nite. El 1 de agosto de 2012 CMT comenzó mostrando repeticiones de la serie entre semana desde las 17:00 hasta las 19:00. El programa también se emite en Nick Jr.

## Canales Internacionales
| País                 | Nombre del programa en esa región                                               | Canal/es                  |
| -------------------- | ------------------------------------------------------------------------------- | ------------------------- |
| Alemania             | Yes, Dear                                                                       | RTL, RTL 2                |
| Arabia Saudita       | Yes, Dear                                                                       | MBC4                      |
| Australia            | Yes, Dear                                                                       | FOX8                      |
| Austria              | Yes, Dear                                                                       | ATV (Austria)             |
| Bélgica              | Yes, Dear                                                                       | vtm                       |
| Bosnia y Herzegovina | Da, draga (Yes Dear)                                                            | FOX Life                  |
| Brasil               | Sim, Querida (Yes, Dear)                                                        | Fox, SBT                  |
| Bulgaria             | Да, мило (Yes, Dear)                                                            | Fox Life, BTV Comedy      |
| Canada               | Oui, Chérie!                                                                    | Global TV, Joytv          |
| Croacia              | Da, draga (Yes Dear)                                                            | FOX Life                  |
| Dinamarca            | Umage Søstre                                                                    | TV3+                      |
| Eslovaquia           | Máš pravdu, miláčik                                                             | TV Doma                   |
| Eslovenia            | Da, draga                                                                       | FOX Life, Kanal A         |
| España               | Sí, Cariño                                                                      | Antena.Nova               |
| Finlandia            | Saman katon alla (Under the same roof)                                          | MTV3                      |
| Francia              | Oui, Chérie! (Yes, Dear)                                                        | TF1, Virgin 17            |
| Grecia               | Yes, Dear                                                                       | Macedonia TV              |
| Holanda              | Yes, Dear                                                                       | NET 5, Comedy Central     |
| Hungría              | Igen Drágám (Yes, Dear)                                                         | Comedy Central            |
| India                | Yes, Dear                                                                       | Star World                |
| Irán                 | Yes, Dear                                                                       | Farsi1                    |
| Islandia             | Yes, Dear                                                                       | SkjárEinn                 |
| Israel               | כן מותק (Yes, Dear)                                                             | HOT3                      |
| Italia               | Prima o poi divorzio! (Sooner or later, I'll divorce!) Doppia coppia (Two pair) | Canale 5, Italia1         |
| Letonia              | Jā, dārgā                                                                       | TV3 Latvia, TV6 Latvia    |
| Latinoamérica        | Sí, Mí Vida                                                                     | Fox Latino, Fox           |
| Noruega              | Ja, Kjære (Yes, Dear)                                                           | TV2                       |
| Pakistán             | Yes, Dear                                                                       | Star World                |
| Polonia              | Tak, Kochanie (Yes, Dear)                                                       | Polsat, Comedy Central    |
| Portugal             | Sim, Amor (Yes, Love)                                                           | RTP2                      |
| Serbia               | Да, драга (Da, draga) (Yes Dear)                                                | FOX Life                  |
| Sudáfrica            | Yes, Dear                                                                       | SABC 3                    |
| Sri Lanka            | Yes, Dear                                                                       | Channel 1 MTV             |
| Suecia               | Omaka systrar (Dissimilar sisters)                                              | TV4                       |
| Tailandia            | Yes, Dear                                                                       | True Series Star World    |
| Turquía              | Yes, Dear                                                                       | ComedyMax                 |
| Estados Unidos       | Yes, Dear                                                                       | CBS, TBS, Nick@Nite, CMT. |

## Conexión conRaising Hope
En 2010, García estrenó un nuevo espectáculo, titulado Raising Hope de Fox Broadcasting Company. El nuevo espectáculo ha hecho numerosas referencias desde sus inicios a otro espectáculo de García, My Name is Earl. En la tercera temporada, en el episodio dieciséis, Brian Doyle-Murray se muestra como un ejecutivo del estudio de Hollywood, una referencia a su papel como Mr. Savitsky. Al siguiente episodio, Jimmy y Christine son en un lugar destacado como personajes que han hecho un hábito de ver un video sexual hecho por los personajes de la nueva serie, Virginia y Burt Chance. Dominic y Logan también se hacen referencia en la conversación.